# 학기
학기(學期, 영어: Term)는 한 학년을 구분하는 단위이다. 한 학년 마다 기간을 나누며,  국가마다 학기 제가 다르다.
- 4학기, 쿼터(영어: Quarter): 시스템에서는 한 학년을 계절별로 동일한 주 수(weeks)의 4개로 나눈다.

- 2학기, 시메스터(영어: Semester): 시스템에서는 한 학년을 동일한 주 수의 2개로 나누고 두 학기 사이의 여름에 방학을 실시한다. 대학의 경우 한 학기의 절반 정도되는 주 수로 여름 학기를 실시하기도 한다.
- 3학기, 트라이메스터(영어: Trimester): 시스템에서는 한 학년을 여름학기 포함 3개로 나누는데 시메스터 보다 2주 정도 짧은 텀을 2개 정도 이수하게 되어 있다.

대부분의 국가에서 학년은 늦여름이나 초가을에 시작되며 이듬해 봄이나 여름에 끝이 난다. 그러므로 북반구에서는 9월 ~ 10월에 시작하여 5월 ~ 6월에 끝나며 반대로 남반구에서는 3월 ~ 4월에 시작하여 11월 ~ 12월에 끝난다. 여름은 학기제의 종류에 따라 학년에 포함될 수도 있고 아닐 수도 있다.

## 나라별 학기

### 대한민국
시메스터제(2학기제)를 시행하는 대한민국은 북반구에서 유일하게 3월 학기제를 실시하고 있다. 이에 따라 3월에 신학년이 시작되어 7월에 끝나고, 한 달여의 여름 방학 후 2학기는 8월에 시작되어 12월 중순까지 이어지다가 연말에 겨울 방학에 들어간다. 2학기는 2월에 재시작하여 2월 말에 학년을 끝낸다. 2월 말부터 다음 학년이 시작되는 3월까지의 약 일주일 간의 기간을 봄 방학이라고 부른다. 따라서 한국에서는 여름과 겨울이 모두 학년에 포함되며 학년에 포함되지 않는 기간은 2월 말의 일주일이 유일하다. 대학에서는 2월 수업을 실시하지 않으므로 학년은 12월에 끝난다.
대학교는 2월 학사일정이 없으므로 12월 중하순에 학년도가 끝난다. 대학교는 3월 2일부터 5월 4일 까지가 1학기 1부, 5월 6일부터 6월 중하순까지가 1학기 2부, 9월 1일부터 추석연휴 전날까지가 2학기 3부, 그리고 추석연휴 훗날부터 12월 중하순 까지가 2학기 4부이다.

### 중국
중국은 2학기제를 운영하고 있으며 1학기는 9월부터 1월까지이며, 2학기는 구정 연휴(춘절)이후 시작한다. 여름 방학은 7월 ~ 8월이며 1월부터 춘절까지의 한달 정도되는 기간을 겨울 방학 혹은 춘절 방학이라고 부른다. 중국 대륙의 북부와 남부 간에 기후에 따라 계절 별 방학의 길이가 서로 다르다.

### 일본
일본의 초중고 학교는 트라이메스터제(3학기제)를 실시하는 반면 대학은 시메스터제(2학기 제)를 실시하고 있다. 3학기제의 1학기는 4월부터 7월까지이고, 중간에 '골든위크' 라는  이후 7월부터 8월까지 약 1달 정도의 여름방학을 갖는다. 2학기는 9월부터 12월까지이며 중간(10월 중순)에 발생하는 체육의 날 3일 연휴는 가을방학이 되고, 2학기가 끝난 이후 약 2주간의 겨울방학을 갖는다. 3학기는 1월부터 3월까지 이어지고 2주 정도의 봄방학을 3월 말에 실시한다.
대학에서는 4월에 시작하는 1학기와 10월에 시작하는 2학기만 실시한다. 3월이 아닌 4월인 점만 빼면 한국의 대학과 동일하다. 방학 기간은 8월 초부터 2학기 시작 전까지 2달간의 여름+가을 방학이 있으며, 연말연시에 2주 정도의 짧은 겨울방학과 2월 초부터 신학기 전까지 2달 정도의 봄방학도 주어진다.

### 미국

#### 초중고
전형적인 시메스터제(2학기제)를 실시하고 있으며 각 신학년은 9월 초에 시작된다. 1학기는 9월 초~12월 말, 2학기는 1월 초~6월 초까지 된다. 1학기와 2학기 사이에 2주 정도의 겨울방학이 있으며, 학년말에는 3달 정도의 긴 여름방학이 있다. 또한 11월 말과 3월 말에 가을방학과 봄방학이 각각 1주일쯤 주어지기도 한다. 참고로 1학기 중간에 일본에서는 '골든 위크'라는 황금연휴가 있다.

#### 대학
대학에 따라 쿼터제(4학기제), 시메스터제(2학기제), 트라이메스터제(3학기제)를 실시하며 신학년은 초중고와 마찬가지로 9월 초에 시작되고 이듬해 6월 초에 학년이 끝난다. 방학 기간은 가을방학과 봄방학은 초중고와 동일하며, 겨울방학은 12월 중순부터 1월 말까지 1달 정도 있으며 여름방학은 5월 초중순부터 9월 초까지 있다.

## 같이 보기
- 입학
- 회계 연도
- 방학